# Джордж VI
Джордж VI (на английски: George VI; * 14 декември 1895 в Йорк Котидж, Сандрингам Хаус, Норфолк; † 6 февруари 1952 в Сандрингам Хаус, пак там), роден Албърт Фредерик Артър Джордж Уиндзор, е крал на Обединеното кралство и на доминионите на Британската общност от 11 декември 1936 г. до смъртта си. Той е и последният император на Индия от 1936 г. до разпускането на Британска Индия през август 1947 г. и първият глава на Британската общност след Лондонската декларация от 1949 г.
Бъдещият Джордж VI е роден по време на управлението на неговата прабаба кралица Виктория. Той е кръстен Албърт на своя прадядо принц Алберт фон Сакс-Кобург-Гота и е известен като „Бърти“ сред семейството и близките си приятели. Баща му се възкачва на трона като Джордж V през 1910 г. Като втори син на краля Албърт не се очаква да наследи трона. Той прекарва ранния си живот в сянката на по-големия си брат – престолонаследника Едуард. Учи във военноморски колеж като подрастващ и служи в Кралския флот и Кралските военновъздушни сили по време на Първата световна война. През 1920 г. става херцог на Йорк. Жени се за лейди Елизабет Боуз-Лайън през 1923 г., от която има две дъщери – Елизабет и Маргарет. В средата на 20-те години той ангажира логопеда Лайнъл Лог за лечението на заекването му, което той се научава да контролира до известна степен. По-големият му брат се възкачва на трона като Едуард VIII, след като баща им умира през 1936 г., но абдикира по-късно същата година, за да се ожени за два пъти разведената американка Уолис Симпсън. Като предполагаем наследник на Едуард VIII Албърт става крал, приемайки кралското име Джордж VI.
През септември 1939 г. Британската империя и повечето страни от Британската общност (но не и Ирландия) обявяват война на Нацистка Германия след нахлуването в Полша. Следват войни с Кралство Италия и Японската империя съответно през 1940 и 1941 г. Джордж VI се смята за споделящ трудностите на обикновените хора и популярността му скача. Бъкингамският дворец е бомбардиран по време на блиц, докато кралят и кралицата са там, а по-малкият му брат, херцогът на Кент, е убит на активна служба. Джордж VI става известен като символ на британската решимост да спечелят войната. Великобритания и нейните съюзници побеждават през 1945 г., но Британската империя запада. Ирландия до голяма степен се е отцепва, последвана от независимостта на Индия и Пакистан през 1947 г. Джордж се отказва от титлата „Император на Индия“ през юни 1948 г. и вместо това приема новата титла „Глава на Британската общност“. Той има свързани с тютюнопушенето здравословни проблеми в по-късните години от управлението си и умира в Сандрингам Хаус на 56 години от коронарна тромбоза. Наследен е от по-голямата си дъщеря Елизабет II.
Управлението му бележи началото на деколонизацията с отделянето на Индия и освобождаването на вицекраля и губернатор лорд Маунтбатън (1947), дала тон за деколонизационата вълна, която в управлението на Елизабет II довежда до Суецката криза, Вятъра на промяната в африканските доминиони, както и изменянето на статута на британските протекторати по света. Преобразуването на Британската империя в многонационална общност обезпокоява чувствителния крал. Политическата криза, както и икономическите трудности в следвоенните години изтощават физически и емоционално крал Джордж VI.

## Произход и ранни години
Албърт е роден в Йорк Котидж в имението Сандрингам в Норфолк по време на управлението на прабаба му кралица Виктория. Баща му е принц Джордж, херцог на Йорк (бъдещ крал Джордж V), вторият и единствен оцелял син на принца и принцесата на Уелс (бъдещи крал и кралица Едуард VII и Александра). Майка му, херцогинята на Йорк (бъдеща кралица Мери), е най-голямото дете и единствена дъщеря на херцог Франц фон Тек, и на принцеса Мария Аделаида, херцогиня на Тек. Неговият рожден ден – 14 декември 1895 г. се пада на 34-ата годишнина от смъртта на неговия прадядо Алберт фон Сакс-Кобург-Гота. Несигурен как вдовицата на принц-консорта, кралица Виктория, ще приеме новината за раждането на детето, принцът на Уелс пише на херцога на Йорк, че кралицата е била доста разстроена. Два дни по-късно той отново пише: „Наистина смятам, че ще я зарадва, ако Вие сам й предложите името Албърт.“ Кралицата е умилостивена от предложението да кръстят новороденото Албърт и пише на херцогинята на Йорк: „Цялата съм в нетърпение да се срещна с новодошлия, роден в такъв тъжен ден, но толкова по-скъп за мен, особено щом ще бъде кръстен с това име, което е олицетворение за всичко велико и добро." Впоследствие бебето е кръстено „Албърт Фредерик Артър Джордж“ в църквата „Света Мария Магдалена“ в Сандрингам на 17 февруари 1896 г.
Формално Албърт е „Негово височество принц Албърт Йоркски“; а в рамките на кралското семейство е известен неофициално като „Бърти“. Албърт е четвърти в линията за наследяване на трона при раждането си след дядо си, баща си и най-големия си брат Едуард (р. 1894). Той има още трима братя – Хенри (р. 1900), Джордж (р. 1902) и Джон (р. 1905), и една сестра – Мери (р. 1897).
Боледува често и е описван като лесно плашещ се и склонен към плач. Родителите му обикновено стоят настрани от ежедневното му възпитание, както е нормата в аристократичните семейства от онази епоха. Страда от заекване, което продължава много години. Въпреки че по природа е левичар, е принуден да пише с дясната си ръка, както е обичайната практика по онова време. Има хронични проблеми със стомаха, както и криви колена, поради което е принуден да носи болезнени коригиращи шини.
Прабаба му кралица Виктория умира на 22 януари 1901 г. и принцът на Уелс я наследява като крал Едуард VII. Принц Албърт се изкачва на трето място в линията за наследяване на трона, след баща си и по-големия си брат.

### Военна кариера и образование
В началото на 1909 г. Албърт учи в Кралския военноморски колеж в Осбърн на о-в Уайт като военноморски кадет. През 1911 г. е на последно място в класа на финалния изпит, но въпреки това напредва в Кралския военноморски „[[колеж „Дартмут“]. Когато дядо му Едуард VII умира през 1910 г., баща му става крал Джордж V. Принц Едуард става принц на Уелс, а Албърт е вторият по ред за трона.
Прекарва първите шест месеца на 1913 г. на учебния кораб HMS „Къмбърланд“ в Западна Индия и на източното крайбрежие на Канада. Той е мичман на борда HMS „Колингуд“ на 15 септември 1913 г. Прекарва три месеца в Средиземно море, но така и не преодолява морската си болест. Три седмици след избухването на Първата световна война е евакуиран от кораба в Абърдийн, където е опериран от апендицит. Споменат е в депеша заради действията си като офицер от кулата на борда на „Колингуд“ в Ютландската битка (31 май – 1 юни 1916 г.) – голямата морска битка на войната. Не участва в по-нататъшна битка, до голяма степен поради лошо здраве, причинено от язва на дванадесетопръстника, от която е опериран през ноември 1917 г.
През февруари 1918 г. е назначен за офицер, отговарящ за юношите в учебното заведение на Кралската военноморска въздушна служба в Крануел. Със създаването на Кралските военновъздушни сили той се прехвърля от Кралския флот в Кралските военновъздушни сили. Служи като офицер, командващ Ескадрила 4 на юношеското крило в Крануел до август 1918 г., преди да се яви на служба в щаба на кадетската бригада на Кралските ВВС в Сейнт Леонардс он Сий и след това в Шорнклиф. Той завършва двуседмично обучение и поема командването на ескадрила от Кадетското крило Той е първият член на британското кралско семейство, получил сертификат за напълно квалифициран пилот.
Албърт иска да служи на континента, докато войната все още е в ход, и приветства командването в щаба на генерал Тренчард във Франция. На 23 октомври прелита през Ламанша до Отини. През последните седмици на войната служи в щаба на Независимите ВВС на Кралските ВВС в щаба им в Нанси, Франция. След разпускането на Независимите ВВС през ноември 1918 г. той остава на континента в продължение на два месеца като щабен офицер на Кралските ВВС до командироването си обратно във Великобритания. Придружава белгийския крал Албер I при триумфалното му повторно влизане в Брюксел на 22 ноември. Придобива квалификация на пилот на Кралските ВВС на 31 юли 1919 г. и на следващия ден е повишен в командир на ескадрила.
През октомври 1919 г. започва да следва в Тринити Колидж в Кеймбридж история, икономика и цивилистика в продължение на година при историка Р. В. Лорънс, който е негов официален наставник. На 4 юни 1920 баща му го прави херцог на Йорк, граф на Инвърнес и барон Киларни. Той започва да поема повече кралски задължения. Представлява баща си и обикаля въглищни мини, фабрики и железопътни съоръжения. Чрез такива посещения той се сдобива с прозвището „Индустриалният принц“. Неговото заекване и смущението му от това, заедно със склонността към срамежливост, го карат да изглежда по-малко уверен в обществото от по-големия му брат Едуард. Въпреки това е физически активен и обича да играе тенис. Играе на Уимбълдън на мъжки двойки с Луис Грейг през 1926 г., губейки в първия кръг. Проявява интерес към условията на труд и е президент на Обществото на индустриалното благополучие. Неговата поредица от годишни летни лагери за момчета между 1921 и 1939 г. събира момчета от различни социални среди.

### Брак
Във време, когато се очаква кралските особи да се женят за други кралски особи, е необичаен фактът, че Албърт има голяма свобода при избора на бъдеща съпруга. Неговото увлечение по вече омъжената австралийска светска дама лейди Лафборо приключва през април 1920 г., когато кралят, с обещанието за херцогството на Йорк, убеждава Албърт да спре да се среща с нея. През същата година той среща за първи път от детството си лейди Елизабет Боуз-Лайън, най-малката дъщеря на графа и графинята на Стратмор. Той е решен да се ожени за нея Елизабет обаче отхвърля предложението му през 1921 и през 1922 г., защото не желае да направи необходимите жертви, за да стане член на Британското кралско семейство. След продължително ухажване тя се съгласява да се омъжи за него. Двамата сключват брак на 26 април 1923 г. в Уестминстърското абатство в Лондон. Бракът на Алберт с човек, който не е от кралски произход, се смята за модернизиращ жест. Новосъздадената Би Би Си иска да запише и излъчи събитието по радиото, но абатството забранява.
От декември 1924 г. до април 1925 г. херцогът и херцогинята обикалят Кения, Уганда и Судан, пътувайки през Суецкия канал и Аден.
Заради заекването си Албърт се страхува да говори публично. След заключителната си реч на изложението на Британската империя в Уембли на 31 октомври 1925 г., която е изпитание както за него, така и за публиката, той започва да посещава Лайнъл Лог, роден в Австралия логопед. Лог го диагностицирал със слаба координация между гръкляна и диафрагмата. С ежедневни упражнения, скоропоговорки и трикове, за да насили думите навън, Лог помага на Албърт с публичните изявления, както като херцог, така и в кралските му задължения. Херцогът и Лог практикуват дихателни упражнения, а херцогинята търпеливо репетира с него. Впоследствие Албърт муспява да говори с по-малко колебание. Двамата остават приятели до смъртта на краля през 1952 г. С подобреното си представяне Албърт открива новата сграда на парламента в Канбера, Австралия, по време на обиколка на империята със съпругата си през 1927 г. Пътуването им по море до Австралия, Нова Зеландия и Фиджи ги отвежда в Ямайка, където Албърт играе тенис на двойки в партньорство с чернокожия Бертран Кларк, което е необичайно по онова време и се приема от местните като проява на равенство между расите.
Херцогът и херцогинята имат две деца: Елизабет (бъдещата Елизабет II, наричана „Лилибет“ в семейството), родена през 1926 г., и Маргарет, родена през 1930 г. Семейството не живее в един о кралските дворци, а в Уайт Лодж в Ричмънд Парк и след това на Пикадили 145. През 1931 г. министър-председателят на Канада Р. Б. Бенет обмисля Албърт за генерал-губернатор на Канада – предложение, което крал Джордж V отхвърля по съвет на държавния секретар по въпросите на доминиона Дж. Х. Томас.

## Царуване

### Предистория
Крал Джордж V има сериозни резерви относно принц Едуард, казвайки: „След като умра, момчето ще се съсипе след дванадесет месеца“ и „Моля се на Бог най-големият ми син никога да не се ожени и нищо да не застане между Бърти и Лилибет и трона.“ На 20 януари 1936 г. той умира и Едуард се възкачва на трона като крал Едуард VIII. Тъй като Едуард е неженен и бездетен, Албърт е предполагаемият престолонаследник. На 11 декември 1936 г., Едуард абдикира, за да се ожени за американката Уолис Симпсън, разведена от първия си съпруг и в процес на развод с втория. [Министър-председател на Обединеното кралство|Британският премиер]] Стенли Болдуин казва на Едуард, че той не може да остане крал и да се ожени за разведена жена с двама живи бивши съпрузи. Така кралят абдикира и брат му Албърт, въпреки че не е склонен да приеме трона, става крал. Ден преди абдикацията Албърт отива в Лондон, за да види майка си, кралица Мери. Той пише в дневника си: „Когато й казах какво се е случило, се съкруших и захлипах като дете“. Скандалът относно абдикацията на Едуард VIII прави авторитета на короната най-нисък от времето на възкачването на кралица Виктория на престола.
В деня на абдикацията на Едуард Oireachtas – парламентът на Ирландската свободна държава, премахва всяко пряко споменаване на монарха от Ирландската конституция. На следващия ден той приема Закона за външните отношения, който дава на монарха ограничени правомощия (изключително по съвет на правителството) да назначава дипломатически представители за Ирландия и да участва в сключването на чуждестранни договори. Двата акта правят Ирландската свободна държава по същество република, без да премахват връзките ѝ с Британската общност.
В цяла Великобритания се разпространяват клюки, че Албърт е физически и психологически неспособен да бъде крал. Не са намерени доказателства в подкрепа на тогавашния слух, че правителството е обмисляло да заобиколи него, децата му и брат му принц Хенри в полза на по-малкия им брат принц Джордж, херцог на Кент. Това изглежда е било предложено на основание, че принц Джордж по това време е единственият брат със син.

### Ранно управление
Албърт приема кралското име „Джордж VI“, за да подчертае приемствеността с баща си и да възстанови доверието в монархията. Началото на управлението му е заето от въпроси относно неговия предшественик и брат, чиито титли, обръщения и позиция са несигурни. Той е представен като „Негово кралско височество принц Едуард“ за излъчването на абдикацията, но Джордж VI смята, че като абдикира и се отказва от наследството, Едуард е загубил правото да носи кралски титли, включително „Кралско височество“. При уреждането на въпроса първият акт на Джордж като крал е да даде на Едуард титлата „херцог на Уиндзор“ с обръщението „Кралско височество“, но патентните писма, създаващи херцогството, възпрепятстват съпругата или децата му да имат кралски обръщения. Джордж VI е принуден да купи от Едуард кралските резиденции на замъка Балморал и Сандрингам Хаус, тъй като това са частни имоти и не преминават към него автоматично. Три дни след възкачването си, на 41-вия си рожден ден, той връчва на съпругата си, новата кралица-консорт, Ордена на жартиерата.

Коронацията на Джордж VI в Уестминстърското абатство се състои на 12 май 1937 г. – датата, предвидена преди това за коронацията на Едуард. В разрез с традицията кралица Мери присъства на церемонията в знак на подкрепа на сина си. Няма дърбар (двор), държан в Делхи за Джордж VI, както се случва за баща му, тъй като цената би била бреме за правителството на Индия. Надигащият се индийски национализъм прави посрещането, което кралската партия ще получи, в най-добрия случай приглушено и продължителното отсъствие от Великобритания би било нежелателно в напрегнатия период преди Втората световна война. Предприети са две презокеански обиколки, до Франция и до Северна Америка, като и двете обещават по-големи стратегически предимства в случай на война. 
Нарастващата вероятност от война в Европа доминира в началото на управлението на Джордж VI. Кралят е конституционно задължен да подкрепи умиротворяването на британския премиер Невил Чембърлейн с Адолф Хитлер. Когато кралят и кралицата поздравяват Чембърлейн при завръщането му от преговорите по Мюнхенското споразумение през 1938 г., те го канят да се появи на балкона на Бъкингамския дворец с тях. Тази публична асоциация на монархията с политик е изключителна, тъй като изявите на балкона традиционно са ограничени до кралското семейство. Въпреки че е широко популярна сред широката общественост, политиката на Чембърлейн спрямо Хитлер е обект на известна опозиция в Камарата на общините, което кара историка и политика Джон Григ да опише поведението на Джордж да се асоциира толкова силно с политик като „най-противоконституционния акт от британски суверен през настоящия век“.
През май и юни 1939 г. кралят и кралицата правят обиколка в Канада и Съединените щати – това е първото посещение на управляващ британски монарх в Северна Америка, въпреки че Джордж е бил в Канада преди възкачването си на трона. От Отава Джордж VI и Елизабет са придружени от канадския министър-председател Макензи Кинг, за да се представят в Северна Америка като крал и кралица на Канада. Както Кинг, така и канадският генерал-губернатор лорд Туидсмуир се надяват, че присъствието на Джордж VI в Канада ще демонстрира принципите на Уестминстърския статут от 1931 г., който дава пълен суверенитет на британските владения. На 19 май Джордж VI лично приема и одобрява акредитивното писмо на новия посланик на САЩ в Канада Даниел Калхун Ропър; дава кралско одобрение на девет парламентарни законопроекта и ратифицира два международни договора с Големия печат на Канада. Официалният кралски историк Гюстав Ланкто пише, че „Уестминстърският статут е придобил пълна реалност“, а Джордж VI изнася реч, в която подчертава свободното и равнопоставено сдружаване на нациите от Британската общност. Пътуването има за цел да смекчи силните изолационистки тенденции сред северноамериканската общественост по отношение на развиващото се напрежение в Европа. Въпреки че целта на обиколката е главно политическа, да се засили атлантическата подкрепа за Обединеното кралство във всяка бъдеща война, кралят и кралицата са приети ентусиазирано от обществеността. Страхът, че Джордж VI ще бъде сравнен неблагоприятно с предшественика си Едуард VIII, е разсеян. Те посещават Световния панаир в Ню Йорк през 1939 г. и остават при президента Франклин Делано Рузвелт в Белия дом и в частното му имение в Хайд Парк в Ню Йорк. Между Рузвелт и кралската двойка се създава силна приятелска връзка по време на обиколката, която има голямо значение в отношенията между Съединените щати и Обединеното кралство през последвалите военни години.

### Втора световна война
След германското нахлуване в Полша през септември 1939 г. Обединеното кралство и самоуправляващите се доминиони , различни от Ирландия, обявяват война на Нацистка Германия. Кралят и кралицата решават да останат в Лондон въпреки германските бомбардировки. Двамата официално остават в Бъкингамския дворец по време на войната, въпреки че обикновено прекарват нощи в замъка Уиндзор. Първата нощ на блиц над Лондон, на 7 септември 1940 г., убива около хиляда цивилни, предимно в Ист Енд. На 13 септември двойката избягва смъртта на косъм, когато две немски бомби избухват в двора на Бъкингамския дворец, докато са там. Кралското семейство е представено като споделящо същите опасности и лишения като останалата част от страната. Те са обект на британските ограничения за дажбите и първата дама на САЩ Елинор Рузвелт отбелязва порционите, които се сервират, и ограничената вода за баня, която е разрешена по време на престоя в неотопляемия и закрит с дъски дворец. През август 1942 г. братът на краля, херцогът на Кент, е убит на активна служба. Елизабет, съпругата на Джордж VI, е наречена от Адолф Хитлер „най-опасната жена в Европа“. Джордж постоянно държи револвер в кабинета си и заявява, че ще защитава Бъкингам до смърт. Действията на краля и кралицата по време на Втората световна война помагат много за възстановяването на позагубения престиж на монархията.
През 1940 г. Уинстън Чърчил заменя Невил Чембърлейн като министър-председател, въпреки че лично Джордж VI би предпочел да назначи Едуард Ууд, лорд Халифакс. След първоначалния ужас на краля пред решението на Чърчил да назначи Макс Ейткън, лорд Бийвърбрук в кабинета, той и Чърчил развиват най-близките лични отношения в съвременната британска история между монарх и министър-председател. От септември 1940 г., в продължение на четири години и половина, всеки вторник двамата мъже се срещат насаме за обяд, за да обсъдят войната тайно и откровено. Джордж VI разказва за голяма част от това, което двамата обсъждат, в своя дневник, който е единственият запазен разказ от първа ръка за тези разговори.
По време на войната Джордж VI и Елизабет правят посещения за повишаване на морала в Обединеното кралство, посещавайки места за бомбардировки, фабрики за боеприпаси и войски. Кралят посещава военни сили в чужбина във Франция през декември 1939 г., Северна Африка и Малта през юни 1943 г., Нормандия през юни 1944 г., Южна Италия през юли 1944 г. и Нидерландия през октомври 1944 г. Високият обществен авторитет и очевидно неуморна решителност на кралската двойка ѝ осигуряват мястото на символ на националната съпротива.
През 1945 г. хората викат „Искаме краля!" пред Бъкингамския дворец по време на честванията на Деня на победата в Европа. Като ехо от появата на Чембърлейн кралят кани Чърчил да се появи с кралското семейство на балкона за обществено признание. През януари 1946 г. Джордж се обръща към Обединените нации на първото им събрание, което се провежда в Лондон, и потвърждава „нашата вяра в равните права на мъжете и жените и на големите и малки нации“.

### От Британска империя до Британска общност
По време на управлението на Джордж VI се ускорява разпадането на Британската империя. Уестминстърският статут от 1931 г. вече признава еволюцията на доминионите в отделни суверенни държави. Процесът на трансформация от империя към доброволно обединение на независими държави, известно като Общност на нациите, набира скорост след Втората световна война. По време на служението на Клемент Атли Британска Индия става двата независими доминиона на Индия и Пакистан през август 1947 г. Джордж VI се отказва от титлата на император на Индия и вместо това стана крал на Индия и крал на Пакистан. В края на април 1949 г. лидерите на Британската общност издават Лондонската декларация, която полага основите на съвременната Британска общност, и признава Джордж VI за глава на Британската общност. През януари 1950 г. той престава да бъде крал на Индия, когато тя става република. Той остава крал на Пакистан до смъртта си. Други държави напускат Британската общност, като Бирма през януари 1948 г., Палестина (разделена между Израел и арабските държави) през май 1948 г. и Република Ирландия през 1949 г.
През 1947 г. Джордж VI и семейството му обикалят Южна Африка. Премиерът на Южноафриканския съюз Ян Смьотс е изправен пред избори и се надява да спечели политически капитал от посещението. Джордж VI обаче е ужасен, когато е инструктиран от южноафриканското правителство да се ръкува само с бели, и затова той нарича своите южноафрикански бодигардове „Гестапо“. Въпреки обиколката Смътс губи изборите на следващата година и новото правителство въвежда апартейда.

## Болести и смърт
Стресът от войната се отразява на здравето на Джордж VI, което се влошава от силното му тютюнопушене и последващото развитие на рак на белия дроб наред с други заболявания, включително атеросклероза и бюргерова болест. Планирано турне в Австралия и Нова Зеландия е отложено, след като Джордж VI развива артериално запушване на десния крак, което застрашава загубата на крака, и е лекуван с дясна лумбална симпатектомия през март 1949 г. По-голямата му дъщеря и предполагаема наследница Елизабет поема повече кралски задължения, тъй като здравето му се влошава. Забавената обиколка е организирана отново, като принцеса Елизабет и нейният съпруг Филип, херцог на Единбург заемат мястото на краля и кралицата.
Джордж VI е достатъчно добре, за да открие фестивала на Великобритания през май 1951 г., но на 4 юни е обявено, че той ще се нуждае от незабавна и пълна почивка през следващите четири седмици въпреки пристигането на норвежкия крал Хокон VII на следващия следобед за официално посещение. На 23 септември 1951 г. претърпява пневмонектомия на левия бял дроб, след като е открит злокачествен тумор. През октомври 1951 г. Елизабет и Филип заминават на едномесечно турне из Канада; пътуването е отложено с една седмица поради болестта на Джордж VI. На тържественото откриване на парламента през ноември лорд-канцлерът лорд Симондс прочита речта на краля за откриването. Коледното послание на краля от 1951 г. е записано на части и след това редактирано заедно.
На 31 януари 1952 г., въпреки съветите на близки до него, Джордж VI отива на Летище „Лондон Хийтроу“, за да изпрати Елизабет и Филип на обиколката им до Австралия през Кения. Това е последната му публична изява. Шест дни по-късно, в 07:30 GMT сутринта на 6 февруари, той е намерен мъртъв в леглото в Сандрингам Хаус в Норфолк. Умира през нощта от коронарна тромбоза на 56-годишна възраст. Дъщеря му се връща във Великобритания от Кения като кралица Елизабет II.
От 9 февруари ковчегът на Джордж VI е изложен в църквата „Света Мария Магдалена" в Сандрингам, преди да бъде изложен в Уестминстър Хол от 11 февруари. Погребението му се състои в параклиса „Сейнт Джордж“ в замъка Уиндзор на 15 февруари. Първоначално е погребан в Кралския трезор, докато не е преместен в мемориалния параклис на крал Джордж VI в църквата „Сейнт Джордж“ на 26 март 1969 г. През 2002 г., петдесет години след смъртта му, останките на неговата вдовица, кралица Елизабет – кралицата-майка, и прахът на по-малката му дъщеря, принцеса Маргарет, които и двете почиват същата година, са погребани в параклиса заедно с него. През 2022 г. тленните останки на кралица Елизабет II и на нейния съпруг принц Филип също са погребани в параклиса.

## Памет
В негова чест са кръстени болница в Лондон, магистрала и жп гара в Съри, Британска Колумбия, антарктически проток и годишно конно надбягване.
Георгиевият кръст и Георгиевият медал са основани по предложение на краля по време на Втората световна война за признаване на актове на изключителна гражданска храброст. Той връчва Георгиевия кръст на цялата островна крепост Малта през 1943 г. Награден е посмъртно с Ордена на освобождението от френското правителство през 1960 г. и така става един от двамата души (другият е Уинстън Чърчил през 1958 г.), наградени с медала след 1946 г.
Образът на крал Джордж VI е представен многократно в телевизионни предавания, комикси, романи и филми.

### Кино, театър, телевизия и радио
- 1974: Андрю Рей в адаптацията на LWT на пиесата на Ройс Райтън Crown Matrimonial
- 1978: Андрю Рей в мини-сериала на Thames Television Edward & Mrs. Simpson
- 1979: Линдън Брук в телевизионната драма на Би Би Си Churchill and the Generals
- 1986: Оуен Холдър в телевизионния драматичен сериал Lord Mountbatten: The Last Viceroy
- 2002: Джеймс Уилби в драмата на Carlton Television Bertie and Elizabeth
- 2003: Антъни Андрюс в телевизионния сериал на Би Би Си Cambridge Spies
- 2004: Мик Роуз в телевизионната драма Ike: Countdown to D-Day
- 2004: Хари Енфийлд в пародията Churchill: The Hollywood Years
- 2005: Бил Чемпиън във филма Wallis and Edward
- 2009: Иън Глен в телевизионната драма Into the Storm
- 2009: Алекс Дженингс в радиопиесата A King's Speech
- 2010: Колин Фърт, носител на Оскар за най-добър актьор[118] във филма Речта на краля.[119] Филмът печели и наградата за най-добър филм на 83-тата церемония по връчване на наградите Оскар.[118]
- 2011: Лорънс Фокс във филма W.E.
- 2012: Чарлз Едуардс в сценичната адаптация на Речта на краля от Уест Енд[120]
- 2012: Самуел Уест във филма Хайд Парк на Хъдсън
- 2013: Джонатан Таунсенд в неговореща епизодична роля в коледното специално издание на Имението Даунтън
- 2015: Рупърт Еверет във филма A Royal Night Out
- 2016: Джаред Харис в телевизионния сериал на Нетфликс The Crown
- 2017: Джеймс Пюрофой във филма Чърчил
- 2017: Джонатан Кълън в телевизионния сериал на Би Би Си SS-GB[121]
- 2017: Бен Менделсон във филма Darkest Hour

### Комикси
В Secret Origins #7 (ноември 1986 г.) Джордж и Елизабет са заплашени от Фантома на панаира по време на посещението им в Ню Йорк през 1940 г. Джордж се бие с робот миньон на Фантома, за да спаси съпругата си и себе си, и е подпомогнат от Сандмен и Пурпурния отмъстител в първата битка между супергерои.

### Статуи
През 1955 г. статуя на краля във военноморска униформа е издигната точно до Мол на улица „Карлтън Хаус Терас“ в Лондон. Съседна статуя на съпругата му е открита през 2009 г., създавайки мемориала на Джордж VI и кралица Елизабет.
Други статуи на краля включват една в зоологическата и ботаническата градина на Хонконг, и в град Ниагара Фолс в Онтарио, Канада.

## Брак и потомство
∞ 26 април 1923 в Уестминстърското абатство в Лондон за лейди Елизабет Анджела Маргарет Боуз-Лайън (4 август 1900, Хитчин или Лондон – 30 март 2002, Уиндзорски замък), най-младата дъщеря на Клод Боуз-Лайън, лорд Гламис, и на съпругата му Сесилия Кавендиш-Бърник, от която има две дъщери:
- Елизабет Александра Мери Йорска (21 април 1926, Мейфеър, Лондон – 8 септември 2022, Замък „Балморал“), като Елизабет II кралица и държавен глава на Обединеното кралство Великобритания и Северна Ирландия и на кралствата от Общността на нациите от 6 февруари 1952 г. до смъртта си на 8 септември 2022 г. Като британски монарх през този период тя е върховен управител на Църквата на Англия, главнокомандващ британските въоръжени сили и лорд на Ман. ∞ 21 ноември 1947 в Уестминстърското абатство, Лондон за принц Филип Гръцки и Датски (10 юни 1921, Корфу, Кралство Гърция – 9 април 2021, Уиндзор), син на принц Андрей Гръцки и Датски и на съпругата му принцеса Алис Батенберг, от когото има трима сина и една дъщеря
- Маргарет Роуз Йоркска (21 август 1930, замък Гламис в Ангъст, Шотландия – 9 февруари 2002, Лондон), графиня на Сноудън, ∞ 6 май 1960 в Уестминстърското абатство в Лондон за Антъни Армстронг-Джоунс (7 март 1930 – 13 януари 2017), фотограф, от когото има син и дъщеря.